# Jean-Baptiste Mougeot
Jean Baptiste Mougeot (Bruyères, 25 settembre 1776 – Bruyères, 5 dicembre 1858) è stato un botanico, micologo e medico francese.

## Biografia
A Parigi conseguì la laurea medicina, praticò questa professione durante le guerre nel 1798-1802, prima di essere medico nella sua città natale 1833-1858.
Inoltre, con Jean-Loiseleur Deslongchamps (1774-1849), François V. Mérat di Vaumartoise, G. Chrétien Nestler (1778-1832), Gaspard Robert (1776-1857), lavorò nella botanica.

## Pubblicazioni principali

### Libri
- Mouget, jb; cg Nestler, wp Schimper. Stirpes Cryptogamae vogeso-rhenane.

- (Sterculiaceae) Mougeotia Kunth[1]

Specie
- (Hymenophyllaceae) Maschalosorus mougeotii Bosch[2]

- (Rosaceae) Aria mougeotii (Soy.-Will. & Godr.) Fourr.[3]

- (Rosaceae) Pyrus mougeotii Asch. & Graebn.[4]

- (Rosaceae) Rubus mougeotii Bill. ex F.W.Schultz[5]

- (Rosaceae) Sorbus mougeotii Soy.-Will. & Godr.[6]